# 著緊
《著緊》是歌手任賢齊面向香港市場所發行的EP，於1999年8月10日正式發行。
專輯收錄任賢齊初次嘗試的粵語歌曲《著緊》和《溫暖》，分別為《給你幸福》和《燭光》的粵語版本。

## 曲目
1. 著緊（給你幸福粵語版）
2. 溫暖（燭光粵語版，與周華健合唱）
3. 給你幸福
4. 燭光
5. 著緊（卡拉OK）
6. 溫暖（卡拉OK）

## 備註
- 贈品VCD一張和《小小年紀大大本書》寫真集